# Експериментальний
Експеримента́льний (рос. Эксперименталный) — селище у складі Оренбурзького району Оренбурзької області, Росія.

## Населення
Населення — 1928 осіб (2010; 1788 у 2002).
Національний склад (станом на 2002 рік):
- росіяни — 62 %